# Omicidio allo specchio
Omicidio allo specchio (Dead of Winter) è un film del 1987 di Arthur Penn con Mary Steenburgen (interprete di un triplice ruolo), Roddy McDowall, Jan Rubes e William Russ. Il film, girato in Ontario, è vagamente ispirato al precedente Mi chiamo Giulia Ross (1945) di Joseph H. Lewis.

## Trama
Una donna si dirige verso una stazione ferroviaria durante la sera di Capodanno per recuperare una borsa piena di contanti. Quella stessa notte viene strangolata e le viene amputato l'anulare sinistro.
A New York, l'aspirante attrice Katie McGovern vive con il marito Rob e ospita in visita suo fratello Roland. Katie partecipa ad un'audizione e il signor Murray -  una volta vista - la assume immediatamente. L'uomo la convince a seguirla fino alla casa del regista e produttore del film, il dottor Joseph Lewis, da tempo immobilizzato su una sedia a rotelle. Dopo le presentazioni di rito, la donna chiede di usare il telefono per chiamare suo marito ma la linea è interrotta a causa della tormenta di neve. Il Dr. Lewis spiega che Katie è stata ingaggiata per sostituire Julie Rose, un'attrice che ha avuto un esaurimento nervoso durante le riprese del film. Katie rimane molto colpita nel notare la propria forte somiglianza con la donna.
Il giorno seguente, il signor Murray cerca di accompagnare Katie in città per consentirle di telefonare al marito, ma la sua auto non parte. In seguito, una volta acconciata come Julie Rose, Katie gira un provino che il dottor Lewis spedisce ad una misteriosa donna.
La mattina seguente Katie trova casualmente le foto del cadavere di Julie e rimane inorridita. Decide di affrontare il dottor Lewis, il quale le spiega che un tempo era stato lo psichiatra della donna e che, a causa di una forte depressione, quest'ultima si è tolta la vita. Katie si accorge che i suoi documenti sono spariti e che sono stati gettati nel camino del salotto. In preda al panico, prova a fuggire senza cappotto ma viene fermata in cima ad una collina dal signor Murray e successivamente stordita con della cioccolata drogata. Prima di cadere in un sonno profondo si barrica nella sua stanza. Al suo risveglio sarà l'inizio di un vero incubo.